# Adelchi (principe)
Adelchi (o Adalgiso) (... – Costantinopoli, 788 circa) è stato un principe longobardo, associato al trono dal 759 al 774 dal padre Desiderio allo scopo di garantire una pacifica successione nel regno.

## Biografia
Figlio di Desiderio e di sua moglie Ansa, Adelchi, duca a cui tradizionalmente è generalmente attribuito il ducato di Brescia, venne associato al trono dal padre nel 759, ma la sua figura fu a lungo oscurata da quella di Desiderio. Allorché nel 769 Berta, la madre di Carlo Magno, combinò il matrimonio del futuro imperatore con la figlia di Desiderio (di cui non conosciamo il nome, "Ermengarda" è frutto dell'invenzione di Manzoni), sembra che anche Adelchi sia stato fidanzato con Gisela, sorella di Carlo Magno; ma le nozze furono impedite dalla successiva rottura tra i Franchi e i Longobardi.
Alla decisiva battaglia del 774 contro l'esercito di Carlo Magno, ebbe l'incarico di presidiare la Valle d'Aosta, schierandosi probabilmente presso Ivrea. Mentre il grosso dell'esercito longobardo, guidato da Desiderio, reggeva in Val di Susa all'urto di quello franco capeggiato da Carlo Magno, Adelchi fu sopraffatto dalle colonne guidate dallo zio del re franco, Bernardo, forse anche a causa dei tradimenti di alcuni longobardi. I vinti ripiegarono disordinatamente in Val Padana; Desiderio si arroccò nella capitale, Pavia, mentre Adelchi riparò a Verona, portando con sé i figli di Carlomanno, fratello defunto di Carlo Magno, che i Longobardi avrebbero voluto imporre sul trono franco.
In seguito alla caduta di Verona, nel 773-774, e soprattutto di Pavia (774), il regno longobardo passò sotto la corona di Carlo Magno e Adelchi cercò riparo a Costantinopoli (774), dove ricevette il titolo di patrizio e, secondo Teofane, assunse il nome greco di Teodoto. Dal 775 animò una serie di congiure, a Roma e a Benevento, e sembra abbia preso parte alla ribellione del duca Tassilone III di Baviera, suo cognato, poi sottomessosi a Carlo nel 787.
Da Costantinopoli, nel 787, dopo aver ricevuto aiuti militari ed economici dall'allora imperatrice bizantina reggente Irene d'Atene, sbarcò in Calabria per cercare di riconquistare il regno longobardo e prendere il potere, ma il suo tentativo d'invasione dall'Italia del Sud fallì: la tradizione vuole che fosse sconfitto dal nipote Grimoaldo III (successo al padre Arechi II di Benevento nel 787), che lo uccise in battaglia. Secondo un'altra versione, riportata da Eginardo e ritenuta dagli storici come la più probabile, seppur nel dubbio, Adelchi morì invece molti anni dopo a Costantinopoli (presumibilmente intorno al 789).
Forse ebbe una figlia che sposò Suppone I.
Alla sua vicenda si ispirò Alessandro Manzoni per la sua tragedia Adelchi, pubblicata nel 1822.